# Hyacint východní
Hyacint východní (Hyacinthus orientalis) je druh jednoděložné rostliny z čeledi chřestovité (Asparagaceae). V minulosti byl řazen do čeledi hyacintovité (Hyacinthaceae), případně do čeledi liliovité v širším pojetí (Liliaceae s.l.).

## Popis
Jedná se o asi 10–30 cm vysokou vytrvalou rostlinu s kulovitou podzemní cibulí s šupinami, obalenou v hnědofialové slupce. Listy jsou jen v přízemní růžici, přisedlé, nejčastěji 4–6 z jedné cibule. Čepele jsou čárkovité až čárkovitě kopinaté, asi 2–4 cm široké, na vrcholu mají kápovitou špičku. Květy jsou v květenstvích, kterým je hrozen, obsahuje nejčastěji 10–20 květů, na bázi květních stopek jsou drobné listeny. Okvětních lístků je 6, asi 10–25 mm dlouhé, jsou srostlé v okvětní trubku, která je dole trochu nafouklá, nahoře jsou cípy vně vyhnuté. Pěstuje se mnoho barevných kultivarů, nejčastěji modré, růžové a bílé. Tyčinek je 6, jsou srostlé s okvětní trubkou, prašníky jsou modré. Gyneceum je srostlé ze 3 plodolistů. Plodem je kulovitá tobolka.

## Rozšíření ve světě
Hyacint východní je původní v jihozápadní Asii, hlavně v Turecku a v Sýrii. Pěstovaný a zdomácnělý je i jinde, např. v jižní Evropě.

## Rozšíření v Česku
V ČR je často pěstován jako okrasná rostlina v zahradách a parcích. Kvete brzy na jaře, už v březnu až dubnu.